# Noe Noni
Noe Noni is een bestuurslaag in het regentschap Timor Tengah Selatan van de provincie Oost-Nusa Tenggara, Indonesië. Noe Noni telt 1638 inwoners (volkstelling 2010).